# Maka Albarn
Maka Albarn (マカ＝アルバーン?, Maka Arubān) è la protagonista della serie manga e anime Soul Eater e maestra d'armi di Soul Eater Evans.

## Il personaggio

### Carattere e personalità

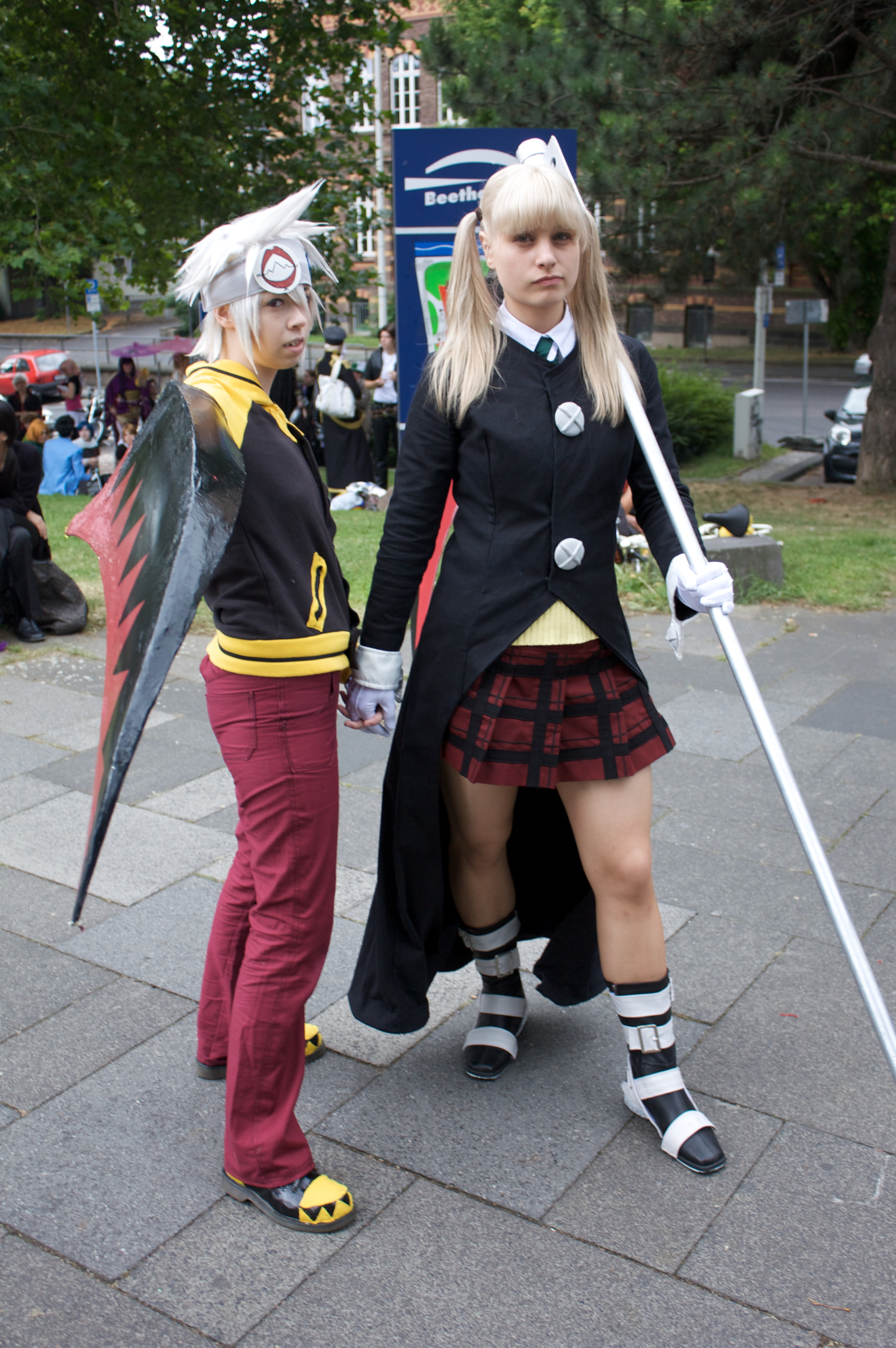
Cosplayers di Soul e Maka

È una giovane ragazza maestra d'armi con un'età probabilmente compresa tra i 14 e i 15 anni. Ha gli occhi verdi, e i capelli legati a due sottili codini. È responsabile, intelligente e ama i libri, tanto da meritarsi, nelle litigate con Soul l'appellativo di "secchiona", che viene spesso accompagnato da quello più acido di "senzatette" e quello di "donna dalle caviglie sottili", come risposta da parte della ragazza con un "Maka-chop" (basato sul colpo principale usato da Shinigami) sulla testa del suo partner.
Vive in un appartamento, assieme a Soul e Blair, la gatta della quale Soul ha mangiato l'anima credendo che fosse una strega (fortunatamente Blair ha letteralmente sette vite). È molto legata a Soul, nonostante tutti i loro battibecchi continui e la loro apparente incompatibilità delle anime.
È riluttante anche solo a dover uscire di casa in una giornata libera, preferendo stare a leggere un libro e, costringendo Soul a trascinarla fuori con la forza. Sembra provare un certo rispetto per il Professor Stein, nonostante tutte le sue stramberie, sapendo che, fu il primo Meister del padre. Maka, è dotata di un grande coraggio che l'aiuterà durante tutta la serie.

### Rapporto con la sua famiglia
Suo padre è Spirit Albarn, attuale falce della morte del sommo Shinigami presente alla Shibusen e "amante" delle belle donne. Per questo fatto egli si è separato dalla sua ex-moglie, madre di Maka, poco prima dell'inizio della narrazione della storia. Maka spesso non lo considera più suo padre, causando in questi stati di depressione, alternati ai suoi tentativi di restare vicino a Maka. La madre, a differenza del padre, non è mai apparsa o nominata né nel manga né nell'adattamento animato. Nel manga non viene specificato il perché, mentre nell'adattamento animato è dichiarato che è sempre in giro per il mondo e la figlia non sa mai né dove sia né cosa stia facendo. In questo si parla di lei in poche occasioni, una delle quali dovuta a una cartolina da lei inviata alla figlia con scritto in lingua araba Coraggio. Maka, dopo il divorzio dei genitori, è stata data in custodia proprio a lei e, rispetto a ciò che prova per il padre, Maka nutre un grande rispetto per la madre, volendone seguire le orme (infatti, all'inizio della storia, quando deve affrontare un corso di recupero poiché ha fatto divorare alla falce Soul l'anima di una gatta magica invece di quella di una strega perdendo l'opportunità di renderlo falce della morte, afferma di aver sempre voluto essere una grande maestra d'armi come la madre e di aver sbagliato tutto). Il suo scopo è quello di creare una Falce della morte (Death scythe) tanto potente da poter declassare il padre ed avere, quindi, una specie di vendetta per l'umiliazione subita da lei e dalla madre, riuscendoci nel manga.

### Rapporto con Crona
Grazie alla sua percezione delle anime che la circondano, è in grado di capire dove siano i nemici, anche a una certa distanza. Per questa sua abilità, oltre a quella di avere un'anima che emana onde positive grazie all'onda anti-demone, è la prima persona che riesce ad avvicinarsi a Crona e capire la sua solitudine. Inoltre non se la prende con lui neanche dopo aver scoperto che ha fatto inghiottire a Marie un serpente di Medusa, perché sapeva perfettamente che per il suo carattere debole è stato costretto a farlo e lo considera un amico da salvare. Tuttavia alcuni fan della serie sostengono che fra Maka e Crona vi sia più di una semplice amicizia, soprattutto per il comportamento di Maka nei suoi confronti e per l'importanza che Crona attribuisce a Maka.
"Tu sei la prima persona che si è rapportata con me. Francamente, per me il mondo viene dopo. [...] Voglio combattere per te e basta." (Crona a Maka, manga di Soul eater, volume 25, capitolo 112 The dark side of the moon IX)

## Storia

Maka con Soul Eater e Blair nella copertina del primo volume del manga.

### Inizio
Alla sua prima apparizione, Maka e Soul combattono Jack lo Squartatore in missione extra-scolastica, raccogliendo così la 99° anima umana. Così mettono gli occhi sulla strega Blair e tentano per ben tre volte di sconfiggerla. Con il terzo tentativo, grazie a uno stratagemma psicologico di Soul, i due sconfiggono la strega ma, quando è ormai troppo tardi, si accorgono che Blair è in realtà una gatta dai poteri magici. Così i due devono ricominciare la ricerca delle 99 anime umane prima di tentare il combattimento con una strega e far in modo che Soul diventi Falce della morte.
Assieme a Black Star e a Tsubaki Nakatsukasa devono successivamente affrontare un corso di recupero, poiché non hanno ancora raccolto un'anima umana. I quattro studenti devono sconfiggere il professor Sid, intenzionato a rendere gli studenti degli zombie come lui, e Franken Stein, colui che ha ridotto a zombie Sid. I quattro sconfiggono Sid ma sono in seria difficoltà con Stein, che rivela loro che era tutta una messinscena.
Maka è inoltre presente al momento in cui Death the Kid giunge come studente per la prima volta alla Shibusen, come spettatrice dello scontro tra la coppia Soul-Black Star e il figlio di Shinigami.

### L'incontro con Crona e il Sangue Nero
Maka e Soul si recano a Firenze per una missione extra-scolastica, nella quale devono sconfiggere Sanson J. Tuttavia Maka si accorge della presenza di un misterioso maestro d'armi in Santa Maria Novella che ha ucciso un gruppo di teppisti e fatto assorbire alla sua arma le loro anime umane.
Intenzionata a fermare le sue azioni, Maka si reca nell basilica con Soul e scoprono che tale maestro si chiama Crona e maneggia la spada demoniaca Ragnarok, che ha reso il sangue del suo maestro nero. Crona è in realtà manovrato dalla strega Medusa, che sta compiendo degli esperimenti sul Sangue Nero.
Maka e Soul tentano di sconfiggere Crona, ma alla fine la falce rimane gravemente ferita nello scontro. Stein e il padre di Maka, Spirit Albarn, giungono sul posto e sconfiggono Crona, che però viene messo al sicuro da Medusa. Soul viene ricoverato nell'infermeria della Shibusen: si salva, ma nello scontro è rimasto infetto dal sangue nero.
Questo fatto rende i due studenti oggetto di studio della strega Medusa, la quale pianifica uno scontro tra Free, il licantropo immortale da lei liberato tramite la strega Elka Frog, e Maka con Soul.
Dopo tali avvenimenti, sia Maka che Soul partecipano al Super Esame Scritto, che Maka supera con il massimo del punteggio.

### La battaglia contro Medusa e il risveglio di Ashura
Maka partecipa con Soul alla festa per l'anniversario della fondazione della Shibusen. Durante la festa Medusa con i suoi alleati si introduce nella scuola intenzionata a risvegliare il primo Kishin, Ashura, rinchiuso nei sotterranei della scuola. Con un incantesimo di Free, Shinigami e tutti i maestri d'armi ed insegnanti rimangono intrappolati per circa mezz'ora. Tutti tranne i protagonisti, Stein e Spirit, i quali grazie a Sid riescono a raggiungere i sotterranei prima della magia.
Nei sotterranei Maka affronta con Soul nuovamente il maestro d'armi Crona. Stavolta, con l'aiuto del Sangue Nero e della sua lunghezza d'onda anti-demone, la studentessa riesce a capire lo stato d'animo di Crona e a farlo uscire dalla sua tristezza.
Successivamente tenta di fermare il Kishin ed impedirgli la fuga, ma non ci riesce.

### Il risveglio dell'Aracnophobia
Dopo che Crona è stato accettato come studente della Shibusen, Soul e Maka partono con lei per la Repubblica Ceca per fermare un Golem impazzito a causa dell'onda di follia del Kishin. In realtà è tutta una trappola: infatti tale onda ha fatto risvegliare uno dei più forti e antichi nemici di Shinigami, la strega Arachne. Un'arma fedele servitrice di Arachne e manipolatrice di Golem, Giriko, capace di mutare in motosega, combatte con gli studenti della Shibusen.
La battaglia è dura e persino il Sangue Nero fatica a sopportare i colpi dell'arma motosega. Giunge così su ordine di Shinigami, la falce della morte Justin Law, che salva i ragazzi. La strega Arachne e Giriko si ritirano verso il Castello di Baba Yaga.

### La guerra per il Brew

#### Dopo la guerra per il Brew (nell'anime)
In seguito alla battaglia per il Brew, Medusa fa un patto con la Shibusen dove si viene a sapere che è lei ad avere il possesso del brew e le notizie relative al Kishin. In cambio di tali informazioni ottiene la libertà di muoversi senza che gli studenti della Shibusen possano nuocerle.

#### Dopo la guerra per il Brew (nel manga)
Dopo la guerra per il Brew, Maka verrà inviata insieme a Death the Kid in una fabbrica russa, dove si scontrerà per la prima volta con il Clown.
Dopodiché, Medusa fa un patto con la Shibusen dove si viene a sapere che è lei ad avere il possesso del brew. In cambio, Medusa chiede e ottiene il permesso di capeggiare l'assalto al castello di Baba Yaga. Medusa sostiene che Crona sia stato/a catturato/a da Arachne per offrirlo ad Ashura come sacrificio umano. Questo induce Maka a prendere parte all'assalto alla base dell'Aracnofobia.

### La guerra contro Arachnophobia

#### La battaglia al Castello di Baba Yaga (nel manga)
Dopo i fatti accaduti per il Brew, Maka viene inviata insieme a Death the Kid, Ox e Kirikou al castello di Baba Yaga per contrastare la strega Arachne. Qui si dirige insieme a Soul e Medusa direttamente nella sala della strega per sapere dove si trova Crona. Nella stanza ingaggia un combattimento con la stessa, uscendone vincitrice grazie alla Caccia allo Stregone. Dopo aver ucciso Arachne scopre che Medusa si è impossessata del suo corpo (infatti Arachne aveva lasciato il suo corpo per fondersi con la follia). In quel frangente, Medusa rivela che ha utilizzato la Shibusen per i propri scopi e che non ha alcuna intenzione di restituire Crona. Dopo essere tornata alla DWMA, Maka fa diventare Soul una Death Scythe proprio grazie all'anima di Arachne.

#### La battaglia al Castello di Baba Yaga (nell'anime)
Maka insieme a Black Star si reca nelle vicinanze del castello di Baba Yaga, tuttavia dopo aver saputo che Crona insieme a Marie si stanno recando nel nascondiglio di Medusa per ucciderla decide di raggiungerli. Una volta raggiunto il luogo inizia a combattere contro Medusa riuscendo ad espellerla dal corpo della bambina Rachel per poi sconfiggerla con il Majingari. Successivamente ritorna al castello di Baba Yaga dove insieme a Black Star e Kid entrano nella bolla di follia di Ashura dove iniziano uno scontro con lui riuscendo a sconfiggerlo. L'anime di Soul Eater termina in questo modo.

### DWMA vs Esercito di Noah vs Esercito di Medusa
Dopo lo scontro con Arachne, Soul ottiene cento anime malvagie e diventa Death Schyte. Dopo aver scoperto di avere un'anima di tipo Grigori, combatte contro Gopher, un servo di Noah, ingaggiando una battaglia aerea con lui.

### Operazione:Salvage
Maka e co. scoprono che Kid è rinchiuso dentro il libro di Eibon, che è in possesso dello stregone Noah. Tramite una copia del libro, il Team Spartoi riesce ad entrare nel vero libro di Eibon. Dopo aver superato il capitolo della "Lussuria" e della "Gola", Maka e Soul vengono separati dal resto del team e si ritrovano nel capitolo della "Gelosia". Dopo aver salvato Kid escono dal libro di Eibon dove affrontano Noah riuscendo a sconfiggerlo.

### Dopo l'operazione Salvage
Dopo aver sconfitto Noah e liberato Kid, Maka viene a sapere che Crona ha ucciso una Falce della Morte e si reca in Ucraina insieme a Soul, Kid, Blackstar, Ox e Kirik per esaminare il cadavere. Qui Soul viene avvolto dall'onda di follia risvegliatogli dal sangue nero presente nel suo corpo. Maka viene attaccata da Soul ma viene protetta da Stein che alla fine riescono a calmare Soul. Una volta tornanti alla Shibusen, il Sommo Shinigami crea il Team Spartoi e ordina l'uccisione di Crona, tuttavia Maka è contraria e decide di trovarla/o per cercare di farlo/a tornare normale. Durante la ricerca localizza il nascondiglio del Kishin, ovvero, sulla Luna. Alla fine ella rintraccia Crona e lo/a trova nel luogo dove si sono incontrati la prima volta. Qui viene a sapere da Crona stesso che ha ucciso Medusa e che intende ricoprire il mondo dalla follia del kishin e si reca sulla Luna.

### Battaglia sulla luna
Maka, Soul, Blackstar e Tsubaki si recano sulla Luna supportando l'esercito della Shibusen contro i Clown creati da Kishin. Dopo averli sconfitti Maka e Blackstar iniziano a combattere contro Crona, tuttavia durante lo scontro il kishin inghiotte Crona. Maka, Blackstar e Kid iniziano a combattere contro Ashura. Lo scontro è più difficile del previsto e Maka è sempre intenzionata a salvare Crona, così decide di entrare nel corpo di Ashura. Una volta entrato nel corpo del kishin trova Crona e questi rivela a Maka di aver capito i suoi errori ed intende rimediare. Prima di uscire dal corpo del kishin, Crona ringrazia Maka per esserle diventata amica. Maka e Soul escono dal kishin e Crona utilizza il Brew all'interno del suo corpo sigillando Ashura dentro la luna e salvando il mondo.

## Abilità

### Capacità fisiche
Anche se non quanto personaggi come Black Star, Maka ha mostrato grande forma fisica per tutta la serie. È in grado di ruotare una falce, arma non comune in battaglia, con forza sufficiente per tagliare un corpo. I suoi attacchi corpo a corpo sono molto forti. A parte la sua forza, ha mostrato grande flessibilità e riflessi, e il suo atletismo è notato tra i personaggi femminili come Patty. Nell'anime, essa presenta una buona velocità e resistenza, come è dimostra di correre sui muri, saltare da un albero all'altro, e percorrere le distanze incredibilmente lunghe. Nonostante la sua fama di atleta, non è per niente abile negli sport come il basket. Le sue abilità nel maneggiare la falce sono chiamate in causa nel capitolo "Invidia" del Libro di Eibon, ma ritrova ben presto la sua fiducia. È anche piuttosto adattabile in combattimento, in fretta e senza fatica passa subito in combattimento aereo, attivando la sua Anima Grigori.

### Modalità Eco dell'anima
Con la sua falce Soul Eater, Maka è in grado di raggiungere la modalità "Eco dell'anima", con la quale gli attacchi eseguiti con la falce diventano più forti. Esistono solamente tre tecniche:
- Majogari (魔女狩り? "Cacciatore di streghe"): è la tecnica realizzabile con il semplice eco dell'anima. La falce impugnata da Maka diventa più grande e assume un'aura bianca. Viene utilizzata per la prima volta nello scontro con Sid durante il corso di recupero, ma fallisce a causa della mancata abilità nel maneggiarla perfettamente della maestra d'armi. Viene poi riutilizzata contro Stein correttamente, ma viene annullata per la grande forza di quest'ultimo, anche se lo stesso professore è stupito dall'abilità con cui la giovane maestra ha già saputo usare la tecnica. Successivamente viene utilizzata più volte nel corso di anime e manga, diventando la tecnica forse più caratteristica di Maka.
- Majingari (魔人狩り? "Cacciatore di Demoni"): è una tecnica superiore al Majogari che rende la falce meno larga ma più affilata e con un'aura sempre più bianca. Nel caso di Maka, l'attacco è ancora più devastante grazie alla sua lunghezza d'onda anti-demone. Questo attacco è capace di uccidere perfino un immortale oltre ad essere molto efficace contro le streghe. Nell'anime, viene utilizzata per la prima volta nello scontro con Mosquito, che lo taglia in due, mentre nel manga, viene utilizzata la prima volta contro il Clown.
- Kishingari (鬼神狩り? "Cacciatore di Kishin"): la tecnica più potente di Maka. Superiore al Majogari e al Majingari, il Kishingari è l'ultimo stadio raggiunto da Soul durante l'eco dell'anima. Ha due versioni: Nell'anime, la falce s'ingrandisce a dismisura e assume un color arcobaleno, mentre nel manga appare una tastiera da pianoforte sulla lama della falce per usare direttamente i poteri dell'eco dell'anima. Per il momento, è l'unica tecnica in grado di ferire il Kishin.

### Percezione dell'anima
La percezione dell'anima (魂感知?, Tamashii Kanchi) è una capacità unica che permette a una persona di "percepire" le anime di altri esseri viventi. Rispetto alla maggior parte degli utenti che usano la Percezione dell'anima, la percezione di Maka è particolarmente sensibile, e lei è tra i primi a riconoscere e distinguere la presenza di una persona, di una strega o di altri esseri, persino a distanza. Se affinata, permette di riconoscere l'anima di una strega anche quando questa sta usando lo "Scudo dell'Anima".

Maka nella copertina del primo box DVD italiano

### Lunghezza d'onda Anti-Demone
L'anima di Maka trasporta una Lunghezza d'onda anti demone (退魔の波長?, Taima no Hachō). Questa lunghezza d'onda agisce come una barriera contro la follia e le tenebre. Questa lunghezza d'onda è utilizzata durante l'attacco Majingari, un attacco molto efficace contro le streghe e capace di uccidere un Immortale. Questa lunghezza d'onda Anti-Demone, accoppiata con la sua sensibile capacità di Percezione, Maka è una enorme minaccia per il Kishin e Streghe. Per questo sono molti quelli che tentano di ucciderla: Medusa, in nome delle Streghe, e Justin, in nome di Ashura.

### Sangue nero
Attraverso Soul, Maka può utilizzare temporaneamente il Sangue Nero (黒血?, Kokketsu), un facilitatore della follia. Sotto l'effetto del Sangue Nero, Maka rinuncia la sua personalità e viene pervasa da una follia sanguinaria. Per contro, lei è in grado di ottenere una immunità contro colpi e fendenti, acquisendo anche una forza superiore. La prima volta che si accorge di questa modalità è contro Free quando attivando l'eco dell'anima un po' di sangue nero di Soul si trasferisce su Maka curandole subito le ferite. Attiva tale modalità per la prima volta nello scontro con Crona quando Soul e Maka eseguono l'Eco dell'Anima, Soul su richiesta di Maka attiva il sangue nero, rendendo Maka folle e immune agli attacchi di Crona, solo per poter avvicinare il suo avversario e percepire meglio la sua anima. Successivamente (solo nel manga) lo usa contro Aracne, ma con più controllo, infatti invece di renderla folle il sangue nero diventa come uno scudo (il vestito di maka diventa nero, come quando è dentro l'anima di Soul), proteggendola dagli attacchi di Aracne. In questo caso, il sangue nero non riesce ad infettare in modo permanente ne lei ne Soul a causa dell'onda Anti-Demone della ragazza.

### Anime Grigori
Maka ha un'anima Grigori (天使型?, Gata Tenshi, letteralmente significa "angelico"), un raro tipo di anima che soltanto una persona su cinquanta milioni possiede. Le anime Grigori hanno le ali, questa particolarità dà al possessore di tale anima la capacità di volare. Maka fa questo attraverso la creazione di ali per il suo partner, Soul, mentre lui è in forma Arma. Non è chiaro se essa, come quella di Gopher, possieda altre capacità oltre al volo.

### Gene dell'arma
Presente solo nell'anime, è dimostrato che Maka ha ereditato il sangue arma da suo padre, Spirit. Nell'ultimo episodio dell'anime, il 'sangue Arma' dormiente di Maka si attiva in modo inconscio. Produce lame dai vari arti e dimostra di essere un avversario molto intimidatorio in battaglia.

### Coraggio di battere la propria paura
Un'altra cosa che rende Maka forte contro la follia è il suo coraggio. Sebbene la maggior parte delle persone che devono affrontare la paura e di farlo con incoscienza, Maka ha il coraggio per tener duro e capire la paura e follia, e lotta contro di esse. Il suo coraggio le permette di uscire dalla follia indotta tramite incantesimi. Inoltre, lei può usare la risonanza a catena con le persone che utilizzano la pazzia per rendersi più potente e usare il suo coraggio per agire da supporto per gli altri, in modo da non cadere troppo in profondità nella follia.